# Comuna Dianalund
Dianalund (Dianalund Kommune) a fost o comună din comitatul Vestsjællands Amt, Danemarca, care a existat între anii 1970-2006. Comuna avea o suprafață totală de 68,17 km² și o populație de 7.402 de locuitori (în 2005), iar din 2007 teritoriul său face parte din comuna Sorø.
1. ↑  Danske borgmestre 1970-2018 (PDF)